# Klangbezirk
Klangbezirk ist ein A-cappella-Duo, das im Dezember 2005 als Vokalquartett von ehemaligen Sängerinnen und Sängern der Konzertbesetzung des Bundesjazzorchesters gegründet wurde.

## Mitglieder

### Tanja Pannier
Tanja Pannier (geb. 1982) Die in Berlin lebende Sängerin und Komponistin entschied sich für ein Leben mit der Musik im Jahr 2002, als sie beim Wettbewerb „Jugend musiziert“ den 1. Preis errang. Als Sängerin des Bundesjazzorchesters (BuJazzO) unter der Leitung von Peter Herbolzheimer, des JJO Sachsen-Anhalt unter der Leitung von Ansgar Striepens und eben mit Klangbezirk feierte sie große Erfolge. 2008 schloss sie ihr Gesangsstudium mit Auszeichnung ab und veröffentlichte gleichzeitig ihr erstes Solo-Album „Invisible“. In ihren Bands und Projekten blickt Tanja Pannier über die Grenzen des Jazz hinaus in Richtung Drum and Bass, A Cappella, Jazz-Pop, elektronische Experimente, Orchestermusik und freie Improvisation. Neben ihrer Tätigkeit als Sängerin, Komponistin, Arrangeurin und Texterin ist sie seit 2009 als musikalische Leiterin und Dozentin für Gesang an der Bühnenkunstschule „Academy“ in Berlin tätig und schreibt Theatermusik für renommierte Theaterhäuser, wie das Grips Theater. Weiterhin ist sie seit 2014 als Gesangsdozentin am Jazzinstitut Berlin und seit 2018 als Gesangsdozentin an der Universität der Künste Berlin tätig.

### Matthias Knoche
Matthias Knoche, geboren 1979 in Filderstadt, studierte Jazzgesang und Arrangement an der Hochschule für Musik und Theater Leipzig. Während seines Studiums war er Mitglied des Bundesjugendjazzorchesters unter Leitung von Peter Herbolzheimer und stand in verschiedenen Produktionen als Solist auf der Theaterbühne. Matthias Knoche bringt in den Klangbezirk eine umfassende, langjährige Chor- und Acappella-Erfahrung mit, die er seit seiner Kindheit in verschiedenen Projekten und Chören sammelte. Neben seiner Tätigkeit im Ensemble ist Matthias Knoche als Sänger und Arrangeur der Leipziger Big Band „Spielvereinigung Sued“ zu erleben und veröffentlichte 2010 sein Album „And We All Shine On“ in Zusammenarbeit mit dem Leiter des Leipziger Gewandhaus-Chors, Gregor Meyer. 2009 verlegte Matthias seinen Lebensmittelpunkt nach Berlin und arbeitet seitdem von dort aus als Sänger, Arrangeur, Komponist, Vocal Coach und Chorleiter. Seit 2016 ist er als Dozent für Jazz- und Popchorleitung an der Universität der Künste Berlin tätig.

## Klangbezirk
Als den Klangbezirk definiert das Ensemble die bei jedem Konzert neu zu gestaltende Einheit aus Künstlern – Auftrittsort – Raum – Zeit – Musik – und Publikum. Wer den Klangbezirk betritt, erlebt Jazz, Pop, Klassik und Rock in virtuosen Arrangements und exzellenter Musikalität. Die Mitglieder glänzen mit professioneller Gesangsausbildung und jahrelanger Erfahrung. Durch charmante Zwischenmoderationen wird das Publikum in jedes Konzert mit einbezogen. Die Freude an der Musik und die Professionalität kommen am Schluss eines Konzertes nochmals zum Höhepunkt, wenn als Zugabe Publikumswünsche als Spontanimprovisationen dargeboten werden. Vorreiter im a cappella-Gesang waren sie mit der gelegentlichen Nutzung einer Loopstation als „weiterem Bandmitglied“.
Das Repertoire des Ensembles beinhaltet Eigenbearbeitungen und Eigenkompositionen von Tanja Pannier und Matthias Knoche, die mit ihrem Schaffen den besonderen Klang des Ensembles prägen. Als Arrangeure sind Klangbezirk nicht nur in eigener Sache tätig, sondern werden auch von anderen Gruppen und Chören engagiert, u. a. für das Ensemble Amarcord, Singer Pur, Sound Affaire, den Heidelberger Jazzchor, das Vokalconsort Leipzig, The Public Bath House (Taiwan) oder Voco Novo (Taiwan).
Neben den Auszeichnungen macht Klangbezirk mit der ersten mandarinsprachigen a cappella CD weltweit auf sich aufmerksam. 2008 reisten drei Arrangeure Klangbezirks (Tanja Pannier, Juan Garcia und Matthias Knoche) nach Taipeh, um mit den O-Kai Singers zusammen gemeinsam chinesische Lieder zu finden, die für eine CD in Frage kämen. Während des Aufenthaltes entstanden 4 Aufnahmen mit den O-Kai Singers als Gastsolisten. Die übrigen Arrangements wurden in Berlin geschrieben und Mitzuhilfenahme von Sprachcoaches aufgenommen. Das Ergebnis sind chinesische Melodien mit westlich gefasster harmonischer Struktur. Auf internationaler Ebene arbeitete das Ensemble u. a. mit Kaichiro Kitamura (Japan), Fool Moon (Ungarn) und den O-Kai-Singers (Taiwan) zusammen.

## Auszeichnungen
- 2006:
  - a cappella-Wettbewerb VOKAL TOTAL Graz Österreich
    - Jazz-Kategorie 1. Platz und ein goldenes Diplom
    - Pop-Kategorie 2. Platz und ein goldenes Diplom

- 2007:
  - 1. Platz beim Jugend kulturell Förderpreis
  - Internationaler a cappella Wettbewerb in Taiwan
    - 1. Platz (Best Group)
    - Award Best Performance
    - Award Best Singer (Juan M. V. Garcia)
    - Award Best Arrangement (Take 5 / Arr.: Juan M. V. Garcia)

  - Preisträger Internationales Festival für Vokalmusik „a cappella“ Leipzig

- 2009:
  - 1. Platz beim TAMPERE VOCAL ENSEMBLE COMPETITION Tampere Finnland

- 2015
  - CARA Award Nominierungen für das Album „Back To The Garden“ in den Sparten
    - Best Folk/World Album
    - Best Jazz Album
    - Best European Album
    - Best Folk/World Song „Woodstock“
    - Best Arrangement (Woodstock / Arr.: Tanja Pannier)

- 2017
  - CARA Award für „Anthropology“ vom Album „The Best Of Tomorrow“ in der Sparte „Best Jazz Song“

- 2020:
  - CARA Award Nominierung für „Die Gedanken Sind Frei“ vom Album „ChorKlangBezirk“ in der Sparte „Best Folk/World Song“

## Diskografische Hinweise
- Vokale und Konsonanten (2007)
- Klangbezirk (2008) (Pop und Jazz-Standards), Gastsolist Jule Unterspann
- Mandarin Songs (2010), Gastsolisten O-Kai Singers Taiwan
- Winterkuscheldeckensongs (2011), Gastsolist Wolfram Lattke (Ensemble Amarcord)
- Back to the Garden (2014), Gastsolist Lukas Teske
- The Best Of Tomorrow (2016)
- ChorKlangBezirk (2019), mit: CKB Chor, JazzVocals, Klangbezirk Taiwan Singers, Meta Friedrich

- Die Noten der Arrangements werden veröffentlicht beim Verlag Edition Ferrimontana und die mandarinsprachigen beim TCMC (Taiwan Choral Music Center).